# Yie Ar Kung-Fu
Yie Ar Kung-Fu (яп. イー・アル・カンフー И: Ару Канфу:, с кит. — «Раз два кун-фу») — игра для аркадных автоматов в жанре файтинга, разработанная и изданная компанией Konami в 1985 году и впоследствии портированная на ряд игровых приставок и домашних компьютеров.
Игра представляет собой поуровневое прохождение боёв один-на-один. Игрок управляет главным героем, юным и низкорослым бойцом кун-фу по имени Ли (Lee, 李), которому предстоит голыми руками последовательно побеждать целый ряд бойцов с разнообразным стилем и оружием: воин с шестом, метатель огня, воин с цепью, ниндзя, сумоист. После победы над бойцом с цепью игрок переходит на бонусный уровень, где нужно отражать ударами летящие на него ножи. После победы над сумоистом Ли ударяет ногой в прыжке в гонг, висящий на арене, ознаменовывая переход на следующий уровень, где ему нужно будет сражаться против тех же, но обладающих более высоким мастерством соперников.